# Гончаренко Борис Трохимович
Борис Трохимович Гончаренко (15 січня 1927, місто Харків — 16 червня 1999, місто Київ) — український радянський партійний діяч, 1-й секретар Луганського обкому КПУ. Кандидат у члени ЦК КПУ в березні 1971 — січні 1974 р. Член ЦК КПУ у січні 1974 — 1990 р. Депутат Верховної Ради УРСР 8-го скликання. Депутат Верховної Ради СРСР 9—11-го скликань (у 1974—1987 роках). Член ЦК КПРС у 1976—1990 р.

## Біографія

Могила Бориса Гончаренка, Байкове кладовище

Народився в родині залізничника. У 1941 році закінчив Харківську семирічну школу. З вересня 1943 року працював у поштовому відділенні залізниці. У 1944 році вступив до ЛКСМУ.
У 1948 році закінчив Харківський машинобудівний технікум.
Член ВКП(б) з 1948 року.
У 1948—1955 роках — технолог, старший інженер, заступник начальника, начальник виробничого відділу Харківського турбобудівного заводу імені Кірова.
У 1954 році закінчив вечірнє відділення Харківського політехнічного інституту імені Леніна.
У 1955—1958 роках — заступник секретаря партійного комітету Харківського турбобудівного заводу імені Кірова.
У 1958—1963 роках — 2-й, 1-й секретар Московського районного комітету КПУ міста Харкова.
У 1963—1967 роках — завідувач відділу машинобудування Харківського обласного комітету КПУ.
У 1967—1973 роках — завідувач відділу машинобудування ЦК КПУ.
14 грудня 1973 — 27 лютого 1987 року — 1-й секретар Ворошиловградського обласного комітету КПУ. У лютому 1987 року звільнений та відправлений на пенсію.
У 1987—1988 роках — радник посольства СРСР з економіки у Монгольській Народній Республіці. У 1988—1989 роках — торговий представник СРСР у Монгольській Народній Республіці.
З 1989 року — на пенсії. Проживав у місті Києві. Помер на 73-му році життя 16 червня 1999 року. Похований разом із сином на Байковому кладовищі (ділянка № 49а).

## Відгуки
Постійна адвокат українських дисидентів Неллі Немиринська згадувала Бориса Гончаренка, як «людину, яка навіть для людей його рівня відзначалася самодурством і невисоким інтелектом». З посади 1-го секретаря Ворошиловградського обкому Гончаренко був звільнений у 1987 році, за спогадами Немиринської, після активної участі в організації репресій проти журналіста Володимира Берхіна та резонансу у пресі у зв'язку з цією справою.

## Нагороди
- орден Леніна (1976)
- орден Жовтневої Революції (1973)
- три ордени Трудового Червоного Прапора (1966, 1971, 1981)
- медалі